# 도그리어
도그리어(डोगरी, Dogri)는 남아시아에서 약 200만 명이 사용하는 인도아리아계 언어로, 서부 파하리어 언어군의 하나로 분류된다. 인도령 잠무 카슈미르의 잠무 지역에서 주로 사용되며, 인접한 히마찰프라데시, 인도령 펀자브, 파키스탄령 펀자브에도 화자들이 있다. 잠무 카슈미르 주의 5개 지역 공용어 중 하나이며, 인도 헌법의 22개 제8부칙언어의 하나이기도 하다.

## 음운

### 닿소리
|                |        | 순음 | 치음/ 치경음 | 권설음 | 후치경음/ 경구개음 | 연구개음 | 성문음 |
| -------------- | ------ | ---- | ------------ | ------ | ------------------ | -------- | ------ |
| 비음           | 무성음 | m̥    | n̥            | ɳ̊      | ɲ̊                  | ŋ̊        |        |
| 비음           | 유성음 | m    | n            | ɳ      | ɲ                  | ŋ        |        |
| 파열음/ 파찰음 | 무성음 | p    | t̪            | ʈ      | t͡ʃ                 | k        |        |
| 파열음/ 파찰음 | 유성음 | b    | d̪            | ɖ      | d͡ʒ                 | ɡ        |        |
| 마찰음         | 마찰음 |      | s            |        | ʃ                  |          | ɦ      |
| 탄음           | 탄음   |      | ɾ            | ɽ      |                    |          |        |
| 접근음         | 접근음 | ʋ    | l            |        | j                  |          |        |

### 홀소리
|          | 전설 모음 | 중설 모음 | 후설 모음 |
| -------- | --------- | --------- | --------- |
| 고모음   | iː        |           | uː        |
| 근고모음 | ɪ         |           | ʊ         |
| 중고모음 | eː        | ə         | oː        |
| 중저모음 | ɛː        | ə         | ɔː        |
| 저모음   |           | äː        |           |

## 문자
도그리어는 본래 타크리 문자(Takri script)의 변종 체계로 표기되었으나 최근에는 공식적으로 인정되는 데바나가리 문자 표기가 흔하며 간혹 아랍계 문자인 나스탈리크 체로 쓰이는 경우도 있다.

## 같이 보기
- 도그라인
- 캉그리어